# デュアン・パーク

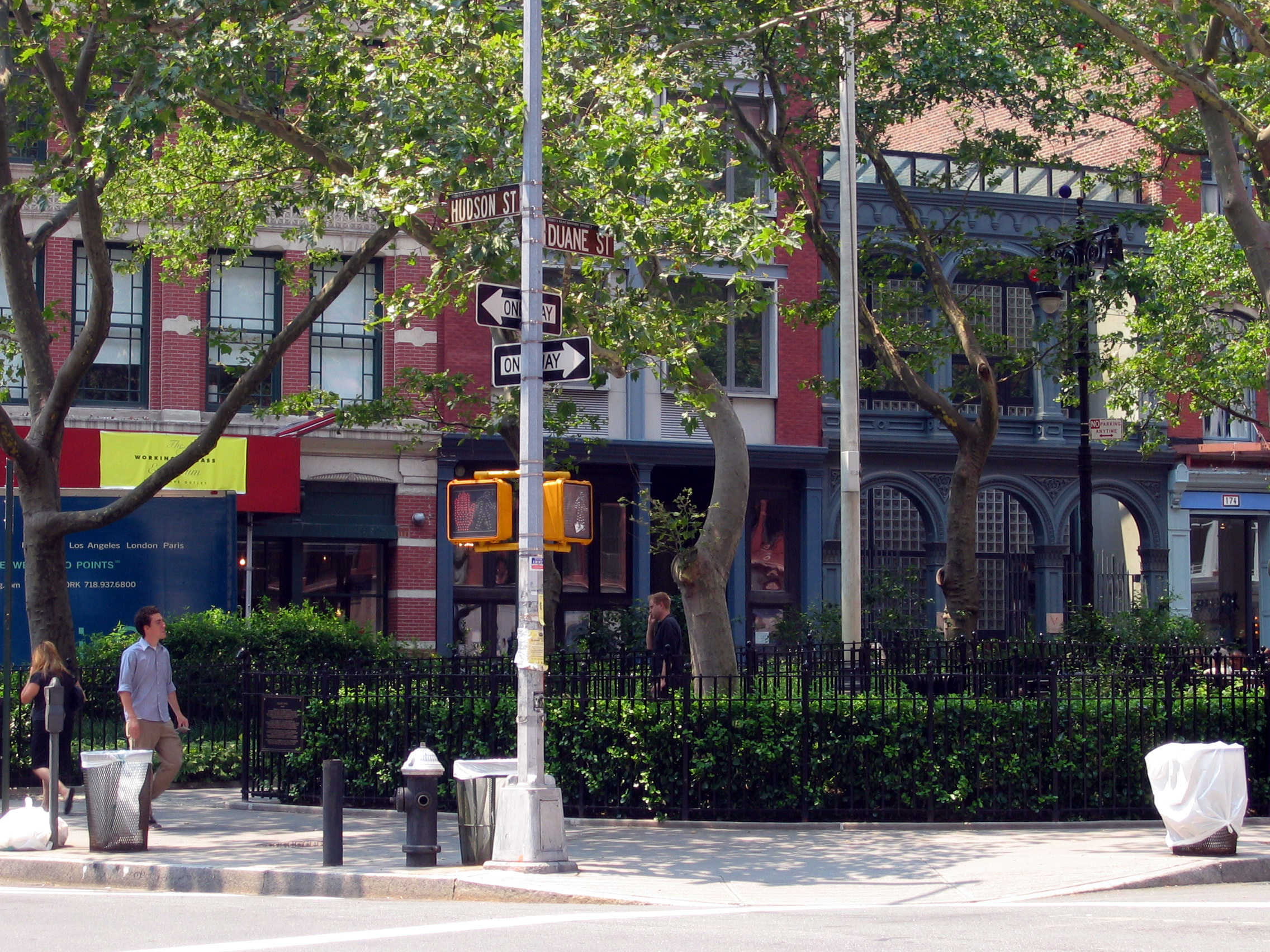
トライベッカのデュアン・パーク

デュアン・パーク（ドウェイン・パーク、英: Duane Park [dweɪn]）は、ニューヨーク市、マンハッタンの地区、トライベッカに位置する小さな三角形の公共都市公園である。公園は、東にハドソン・ストリート、北と南にドウェイン・ストリートの支線と接している。
公園は、非営利グループ、デュアン・パークの友によって支援され、このウェブサイトには、公園と周辺地区の小史が記載されている。
ニューヨーク市は1795年、トリニティ教会からデュアン・パークを5$で購入した。公園は、19世紀に建設された商業ビルに取り囲まれている。公園に接するドウェイン・ストリートは、トリニティ教会の重要な小教区民、ジェイムズ・デュアンに因んでいる。